# John Clynes
John Robert Clynes, né le 27 mars 1869 à Oldham dans le Lancashire et mort le 23 octobre 1949 à Londres, est un syndicaliste et homme politique britannique, chef du Parti travailliste de 1921 à 1922 et secrétaire d'État à l'Intérieur de 1929 à 1931.

## Jeunesse et engagement syndical
John Clynes est l'un des sept enfants de Patrick Clynes, fermier irlandais émigré en Angleterre où il travaille comme fossoyeur. Grandissant dans la pauvreté, John Clynes devient ouvrier dans une usine de textile à l'âge de dix ans. N'ayant pas accès à l'éducation, il met de côté une partie de ses maigres gains pour se payer des cours du soir auprès d'un enseignant retraité. Il se syndique, et milite pour que les syndicats défendent mieux les intérêts des enfants ouvriers. En 1892, il devient membre de la Société fabienne, puis du Parti travailliste indépendant. En 1900, il prend part à la conférence qui crée le Comité de Représentation des Travailleurs (Labour Representation Committee), qui vise à donner une voix politique au mouvement syndical et ouvrier, et qui deviendra formellement en 1906 le Parti travailliste. Il siège comme représentant syndical au comité exécutif du mouvement.

## Carrière politique
Choisi comme candidat travailliste dans la circonscription de Manchester-nord-est aux élections législatives de 1906, il est élu député, et devient l'une des figures dirigeantes du parti à la Chambre des communes. Il y défend notamment le droit de vote des femmes. En 1910, ses pairs l'élisent vice-président du Parti travailliste. Lorsque débute la Première Guerre mondiale, il soutient l'effort de guerre, contrairement au chef du parti, Ramsay MacDonald. 
En février 1921, Clynes est élu chef du Parti travailliste. Il est le premier Anglais à en prendre la direction, ses cinq prédécesseurs ayant tous été Écossais. Se pose alors la question d'une éventuelle coopération entre les travaillistes et le Parti communiste. Clynes s'y oppose, arguant que les travailleurs au Royaume-Uni peuvent défendre leurs intérêts à travers le processus démocratique et parlementaire : « en appeler à une dictature de classe risquée serait une doctrine futile et dangereuse ». Sous sa direction, le Parti travailliste effectue une percée aux élections législatives de 1922, obtenant cent-quarante-deux sièges à la Chambre (contre quarante-huit précédemment) et devenant pour la première fois le deuxième parti du pays, derrière le Parti conservateur mais devant le Parti libéral. 
En novembre, Ramsay MacDonald le défie pour la direction du parti. Les députés choisissent pour chef MacDonald, davantage charismatique et éloquent, par soixante-et-une voix contre cinquante-six pour Clynes. Ce dernier s'engage à soutenir le nouveau chef du mouvement. Les élections législatives de 1923 produisent un parlement sans majorité. Les travaillistes parviennent à former un gouvernement minoritaire, dirigé par le nouveau Premier ministre Ramsay MacDonald, grâce à l'appui des libéraux. MacDonald nomme Clynes au poste de lord du Sceau privé. Le gouvernement ne peut toutefois légiférer sans l'accord des libéraux, qui empêchent la mise en œuvre de toute politique socialiste puis destituent le gouvernement après quelques mois. 
Les travaillistes retrouvent le pouvoir en 1929, toujours sous la direction de Ramsay MacDonald qui nomme cette fois John Clynes à la fonction de secrétaire d'État à l'Intérieur (Home Secretary). C'est à ce titre que Clynes refuse à Léon Trotski le droit de s'installer au Royaume-Uni. Il propose par ailleurs sans succès une réforme du système électoral pour introduire un système de vote alternatif. En 1931, lorsque MacDonald souhaite initier une politique de réduction drastique des dépenses publiques (et notamment des aides sociales) dans le contexte de la Grande Dépression, Clynes et la plupart des ministres s'y opposent. MacDonald s'affranchit de son parti et forme un gouvernement de coalition avec les conservateurs et les libéraux, auquel la quasi-totalité des travaillistes refusent de participer mais qu'il légitime au travers d'élections anticipées en 1931. Clynes y perd son siège de député.
Durant les années qui suivent, Clynes se consacre à son travail au sein du Syndicat national des travailleurs généraux et municipaux (National Union of General and Municipal Workers). Il retrouve son siège au Parlement aux élections de 1935, et y siège jusqu'en 1945, prenant alors sa retraite. Il termine ses jours dans une relative pauvreté, et meurt à son domicile, dans le quartier de Putney à Londres, en 1949.